# Pelur

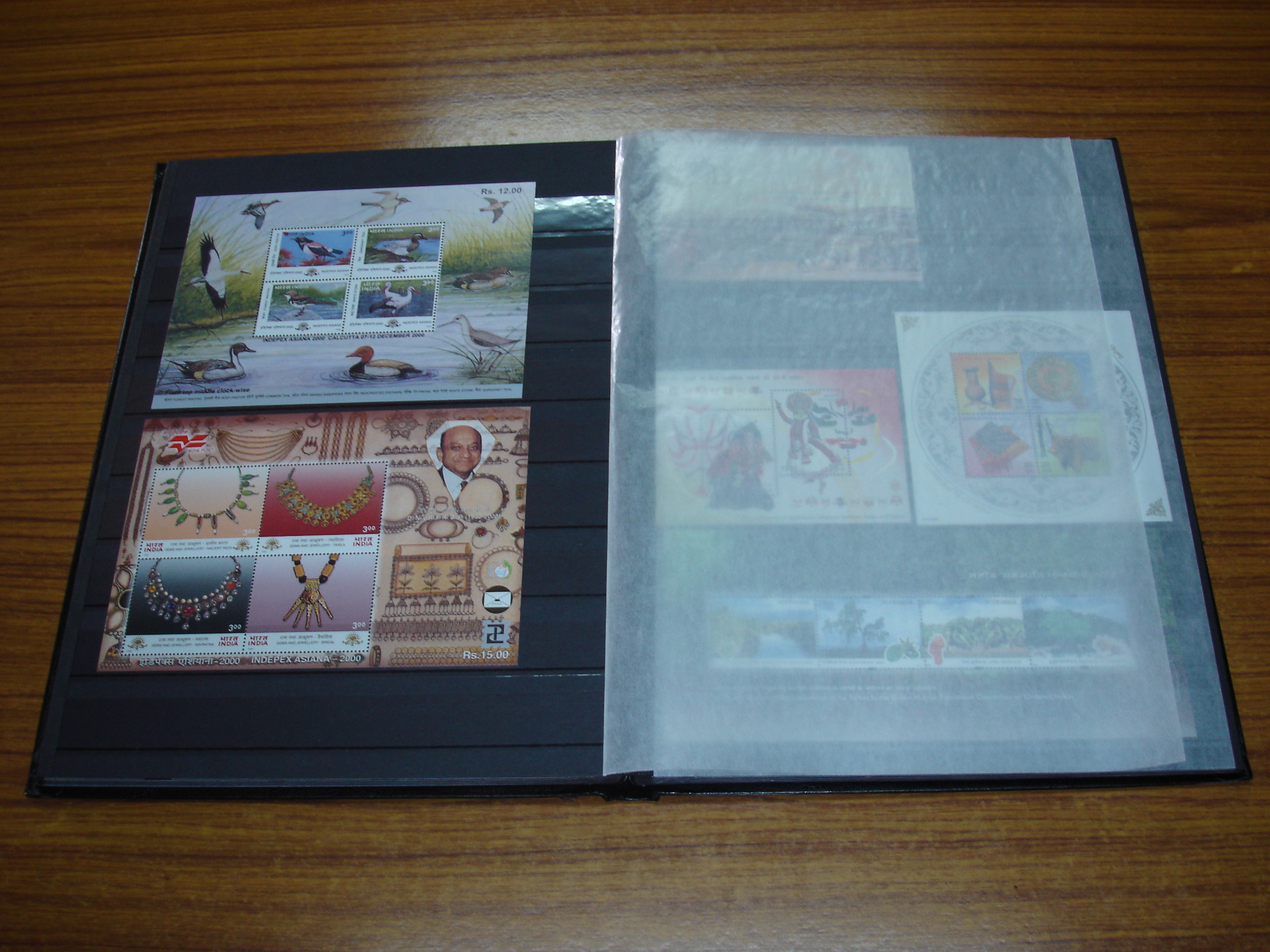
Klaser ze znaczkami, z prawej przełożone kartki z peluru, chroniące znaczki

Pelur (z fr.: płaszcz, okrycie) – odmiana cienkiego papieru o gramaturze 30-40 g/m2.
Pelur cechuje duża przezroczystość, zwłaszcza pelur bezdrzewny i biały (pelur może występować w odmianie barwionej). Papier ten przeznaczony jest do mocnych i trwałych kopii wykonywanych na maszynie do pisania, do ochrony ilustracji i przekładek w książkach oraz w albumach i klaserach jako płaszcz ochronny do zawartych w nim zbiorów.